# Albin Małysiak

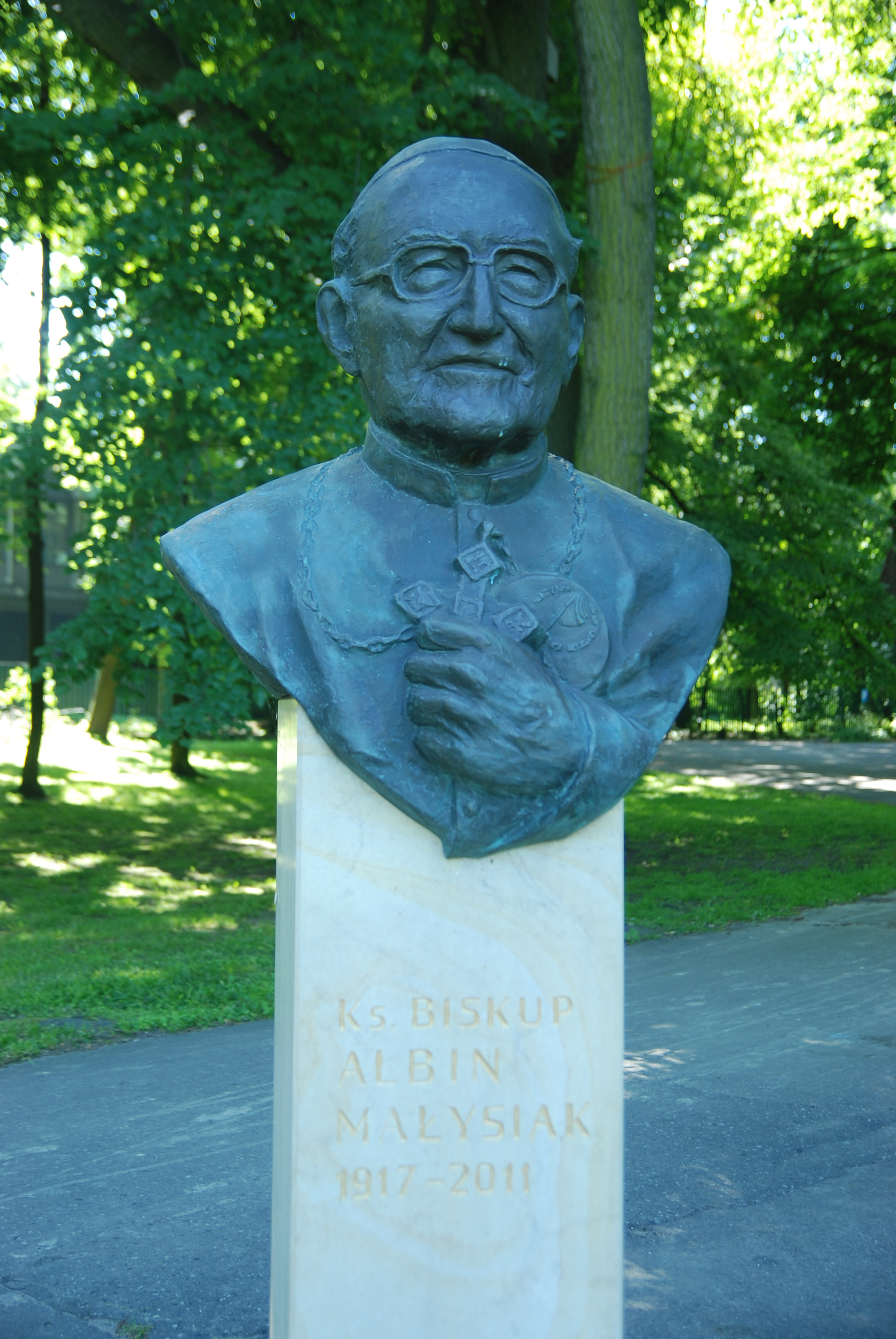
Albin Małysiak

Albin Małysiak CM (* 12. Juni 1917 in Kocoń; † 16. Juli 2011 in Krakau) war ein polnischer Ordensgeistlicher und römisch-katholischer Weihbischof in Krakau.

## Leben
Albin Małysiak trat am 12. April 1936 der Ordensgemeinschaft der Lazaristen bei und erhielt seine Ausbildung in Polen und Litauen. Nach Abschluss seines Studiums am Instytut Teologiczny Księży Misjonarzy in Krakau legte er am 12. April 1936 Profess ab. Während des Zweiten Weltkriegs war er im Institut und der Provinzialverwaltung tätig. Wegen der deutschen Besatzung empfing er erst am 1. Mai 1941 die Priesterweihe durch den Krakauer Weihbischof Stanisław Rospond und war in der Seelsorge unter anderem in Krakau tätig. 1943/44 gab er zusammen mit Schwester Bronisława Wilemska DC, Oberin des Helclów-Hauses, jüdischen Mitbürgern Asyl und besorgte diesen gefälschte Ausweise und Geburtsurkunden. Nach Ende des Krieges war er Pfarrer in Tarnow. 1950 erwarb er einen Magistergrad in Theologie an der Jagiellonen-Universität und 1952 wurde er in Dogmatik zum Doktor der Theologie promoviert. 1954 wurde er Direktor des Siemaszko-Institutes in Krakau und gleichzeitig Dozent für Dogmatik am ITKM in Krakau, dem Vinzentinischen Institut für Theologie. 1959 übernahm er die Pfarrstelle der Lourdeskirche in Krakau, einem wichtigen akademischen Zentrum.
Papst Paul VI. ernannte ihn am 14. Januar 1970 zum Titularbischof von Beatia und zum Weihbischof in Krakau. Der Erzbischof von Krakau, Karol Józef Wojtyla, spendete ihm am 5. April desselben Jahres die Bischofsweihe; Mitkonsekratoren waren Bronisław Dąbrowski FDP, Weihbischof in Warschau, und Julian Groblicki, Weihbischof in Krakau. Er engagierte sich in vielen Gremien des Episkopats von Polen, unter anderem für die Ordensgemeinschaften.
Am 27. Februar 1993 nahm Papst Johannes Paul II. seinen altersbedingten Rücktritt an. Er war seit 1997 bis zu seinem Tod Episcopus Nestor (ältestes Mitglied) der polnischen Bischofskonferenz.

## Ehrungen
Für seinen Mut und sein Engagement im Zweiten Weltkrieg wurde er 1993 durch den Staat Israel als Gerechter unter den Völkern ausgezeichnet. Am 10. Oktober 2007 wurde er für sein Wirken durch den Präsidenten der Republik Polen mit dem Großkreuz des Orden Polonia Restituta geehrt.